# 温德克
温德克是德国北莱茵-威斯特法伦州的一个市镇。总面积107.22平方公里，总人口20293人，其中男性10013人，女性10280人（2011年12月31日），人口密度189人/平方公里。